# Của bố thí

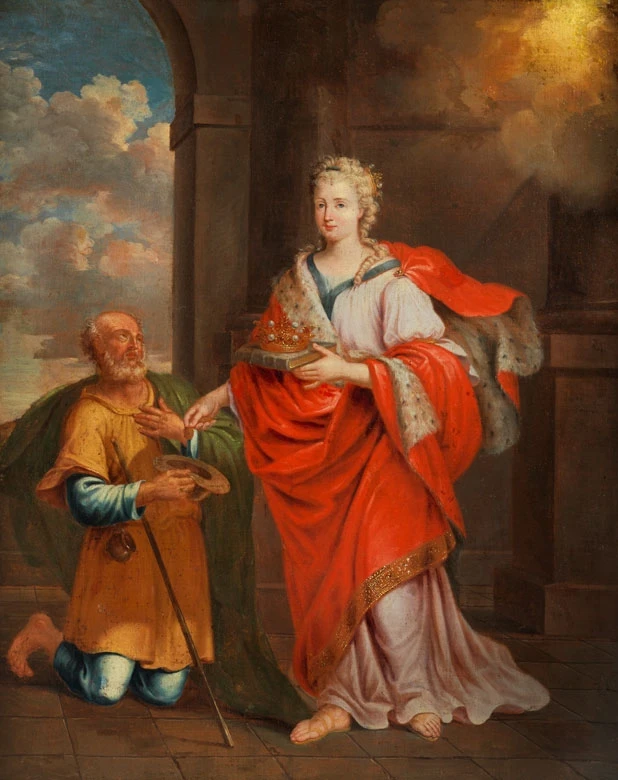
Thánh Elizabeth của Thuringia đang bố thí cho thường dân

Của bố thí (Alms) là tiền, đồ ăn, thức uống hoặc các hàng hóa vật chất khác được tặng cho những người sống trong cảnh nghèo đói hoặc có hoàn cảnh khó khăn. Việc bố thí thường được coi là một hành động thiện nguyện gọi là bố thí. Trong Phật giáo, cả "bố thí" và "tặng cho" đều được gọi là "Dāna" (Pāli). Hạnh bố thí là một trong ba yếu tố của con đường thực hành được Đức Phật Thích Ca Mâu Ni đề ra cho cư sĩ tại gia. Trong Cơ Đốc giáo, việc bố thí tiền, tài sản, thức ăn, nước uống cho người lâm vào khó khăn được coi là một thực hành bác ái. Trong Hồi giáo, luật zakāh (الزكاة) là trụ cột thứ ba trong năm trụ cột của Hồi giáo yêu cầu tín hữu Hồi giáo phải dành ra 2,5% tiền tiết kiệm, doanh thu kiếm được và 5–10% sản phẩm thu hoạch được để thiện nguyện cho người nghèo.

## Trong tôn giáo

### Công giáo

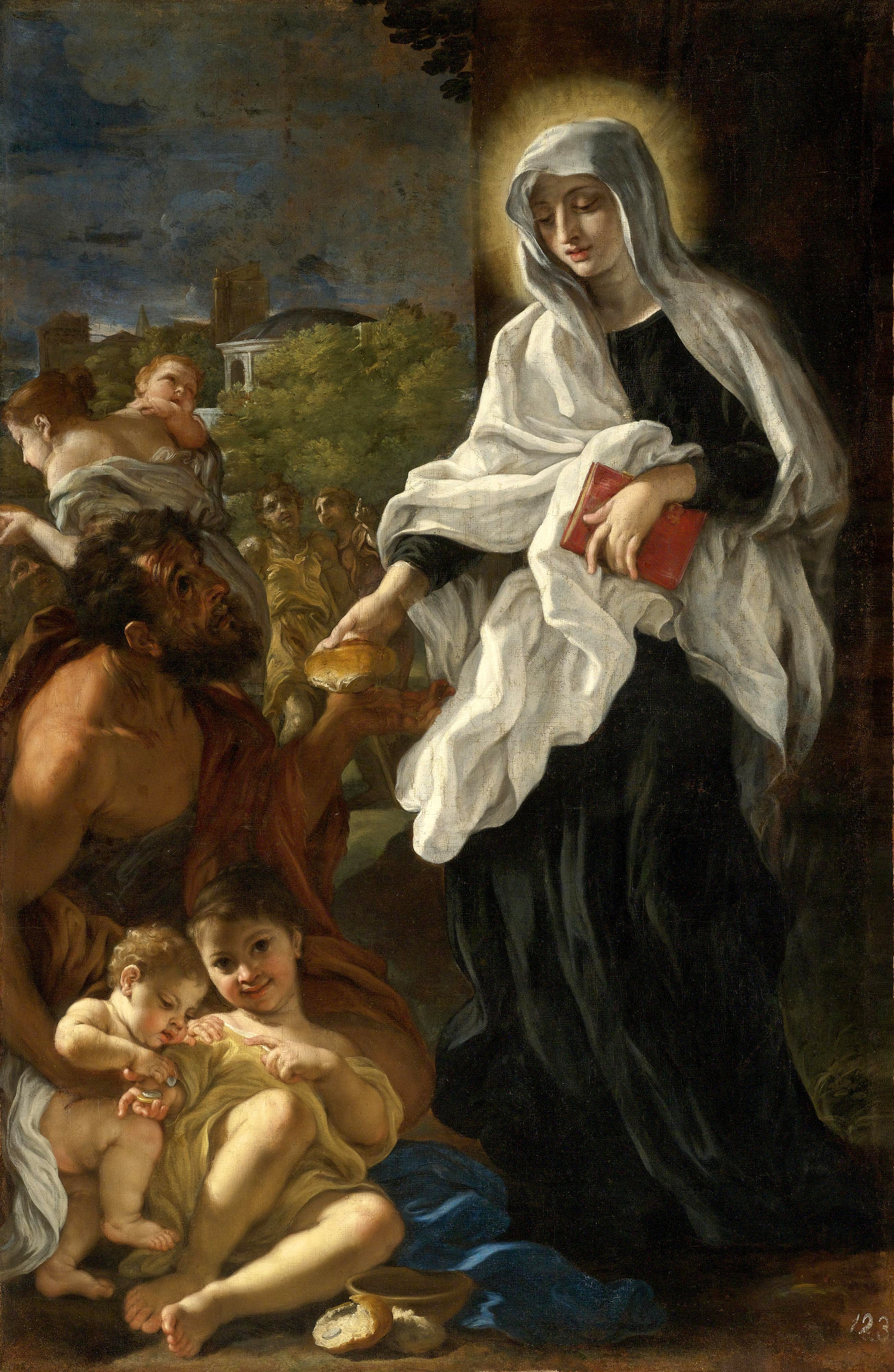
Họa phẩm về bố thí bánh mì cho người nghèo

Lễ dâng là khoảnh khắc truyền thống trong Thánh lễ Công giáo La Mã, Phục vụ thiêng liêng Luthera, và Thánh thể Anh giáo, khi tiền bố thí được thu thập. Hệ phái Baptist và Methodist, cùng với các giáo phái khác, nhận tiền dâng phần mười và lễ vật (tiền bố thí) trong lễ dâng trong các buổi lễ nhà thờ. Tiền dân phần mười trong đó thì phần mười đầu tiên trong thu nhập của một người, được coi là khoản nợ với Chúa, trong khi lễ vật (tiền bố thí) bao gồm bất kỳ khoản đóng góp nào vượt quá số tiền đó. Một số hội đoàn thực hành việc tặng quà thường xuyên cho các mục đích đặc biệt được gọi là "lễ vật tình yêu" cho người nghèo, người túng thiếu hoặc nạn nhân của mất mát thảm khốc như hỏa hoạn hoặc chi phí y tế. Theo truyền thống, các phó tế và nữ phó tế có trách nhiệm phân phối những món quà này cho góa phụ, trẻ mồ côi và những người khác đang cần. Nhiều Cơ đốc nhân hỗ trợ rất nhiều tổ chức từ thiện, không phải tất cả đều tuyên bố có liên kết tôn giáo Cơ đốc. Nhiều tổ chức giáo dục và y tế của Hoa Kỳ được thành lập bởi các hội đoàn Cơ đốc giáo để bố thí.
Trong Giáo hội Chính thống giáo Đông phương và Giáo hội Công giáo Đông phương, việc thu thập tiền bố thí và tiền dâng phần mười chưa được chính thức hợp nhất với lễ vật dâng trong bất kỳ công tác phụng vụ nào. Tuy nhiên, việc có một đĩa đựng tiền bố thí trong Narthex hoặc truyền nó một cách kín đáo trong suốt buổi lễ không phải là điều hiếm gặp. Trong thần học Chính thống giáo Đông phương, việc bố thí là một phần quan trọng của đời sống tâm linh, và ăn chay luôn phải đi kèm với việc cầu nguyện và bố thí nhiều hơn. Việc bố thí nhân danh người đã khuất cũng thường đi kèm với lời cầu nguyện cho người đã khuất. Những người có hoàn cảnh tài chính không cho phép bố thí bằng tiền có thể bố thí theo những cách khác, chẳng hạn như lời cầu nguyện chuyển cầu và hành động thương xót như thăm những người trong tù, cung cấp quần áo cho người nghèo hoặc làm tình nguyện viên trong các bếp ăn từ thiện.

### Hồi giáo
Trong Hồi giáo, khái niệm về người bố thí Muhsi hoặc Muhsin hoặc người cho từ thiện thường được quy thành việc tự nguyên cho đi, gọi là sadaqah (صدقة) và một thực hành bắt buộc là luật Zakāh (الزكاة). Của Zakāh được quản lý bằng một bộ quy tắc cụ thể trong luật học Hồi giáo (Fiqh) và nhằm mục đích đáp ứng một bộ yêu cầu thần học và xã hội được xác định rõ ràng. Ṣadaqah có thể là bản dịch tốt hơn của các công thức chịu ảnh hưởng của Kitô giáo về khái niệm "bố thí" vì lý do đó, mặc dù zakāh đóng vai trò lớn hơn nhiều trong hoạt động từ thiện của Hồi giáo. Nguyên tắc Zakāh là trụ cột thứ ba trong năm trụ cột của Hồi giáo. Nghĩa đen của từ zakāh là "làm trong sạch", "phát triển" và "khiến cho phát triển". Zakāh là số tiền mà mọi người Hồi giáo bất kể là nam hay nữ, là người trưởng thành, ổn định về mặt tinh thần, tự do và có khả năng tài chính, phải trả để hỗ trợ những nhóm người cụ thể. 
Theo shariah, đây là một hành động thờ cúng. Tài sản được thanh lọc bằng cách dành ra một phần cho những người có nhu cầu. Việc cắt giảm này, giống như việc cắt tỉa cây cối, cân bằng và khuyến khích sự phát triển mới. Có nhiều quy tắc khác nhau được đưa ra nhưng nhìn chung, bắt buộc phải dành 2,5% tiền tiết kiệm và doanh thu kinh doanh của một người và 5–10% thu hoạch của một người cho người nghèo. Những người có thể nhận được bao gồm những người nghèo khổ, người lao động nghèo, những người không có khả năng trả hết nợ của chính mình, những du khách bị mắc kẹt và những người khác cần được hỗ trợ, với nguyên tắc chung của zakat luôn là người giàu phải trả cho người nghèo. Một trong những nguyên tắc quan trọng nhất của Hồi giáo là mọi thứ đều thuộc về Chúa và do đó của cải được con người nắm giữ trong sự tin tưởng. Người Hồi giáo ở mỗi thời đại đều đồng ý về bản chất bắt buộc của việc nộp "Zakat" từ vàng, bạc và các loại tiền tệ khác.

### Phật giáo

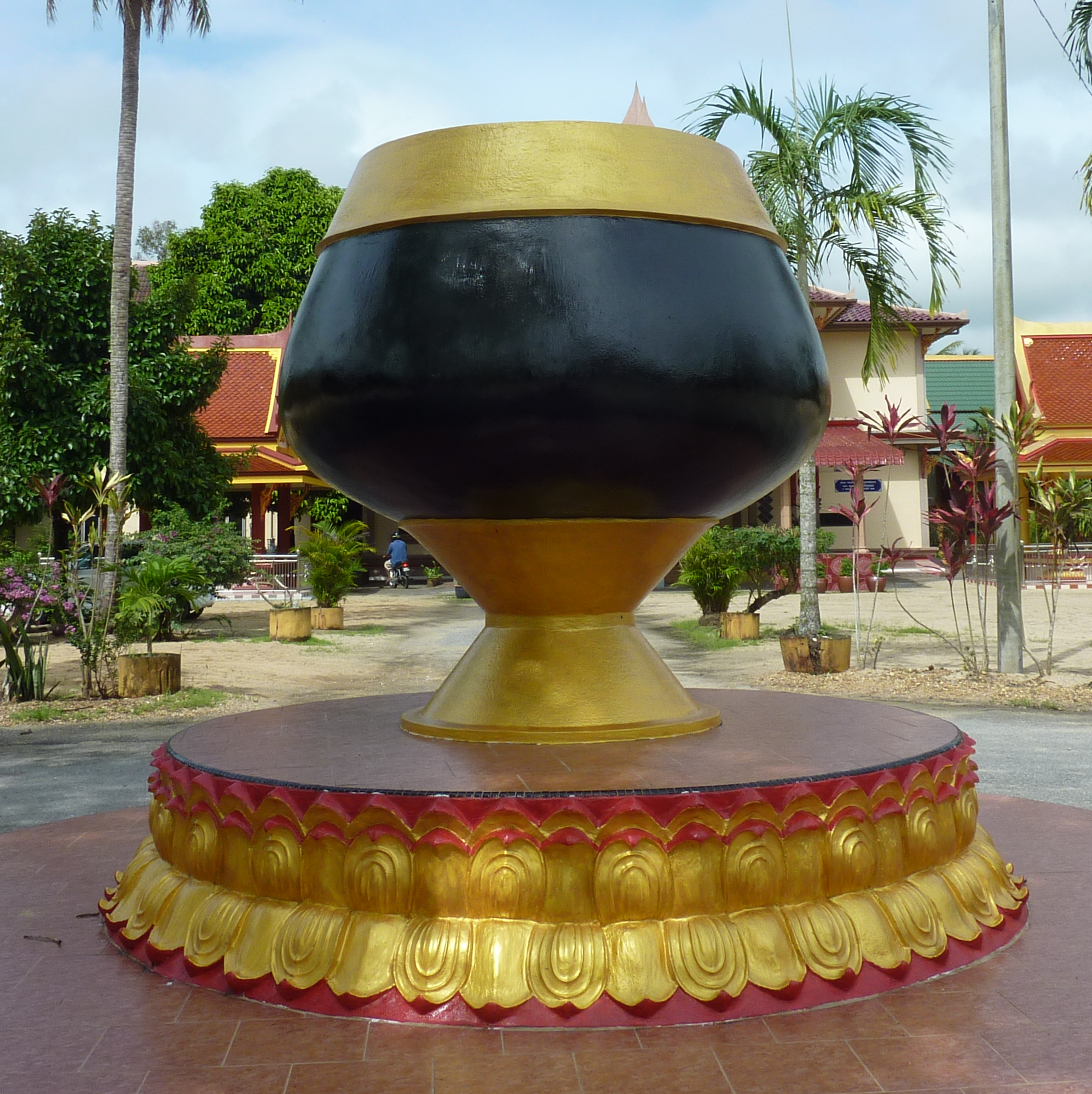
Tượng bình bát Phật giáo

Ý nghĩa ban đầu của bố thí là dùng bốn thứ cúng dường (vật thực, quần áo, sàng tọa, dược liệu) để dâng cúng các bậc có đức hạnh cao cả hoặc để tặng cho những người nghèo có cơm ăn, áo mặc và những đồ cần thiết để thụ dụng. Chính vì có tâm phân biệt với hai đối tượng khác nhau này nên người ta thường dùng hai từ khác nhau để chỉ cho cùng một hành động là cúng dường (cho bậc đức hạnh) và bố thí (cho người nghèo đói). Việc cho tặng vật phẩm, tiền bạc, các hoạt động từ thiện về bản chất là thực hành bố thí, và bố thí là một trong Tứ nhiếp (Bố thí, Ái ngữ, Lợi hành, Đồng sự), và chia ra hai loại bố thí gồm bố thí tài vật (còn gọi là tài thí) và bố thí pháp (còn gọi là pháp thí).